# ヘイズ・セント・レジャー (第4代ドナラル子爵、1702-1767)
第4代ドナラル子爵ヘイズ・セント・レジャー（英語: Hayes St. Leger, 4th Viscount Doneraile PC (Ire)、1702年1月1日洗礼 – 1767年4月18日埋葬）は、アイルランド王国の政治家、貴族。

## 生涯
初代ドナラル子爵アーサー・セント・レジャーとエリザベス・ヘイズ（Elizabeth Hayes、1740年1月16日没、ジョン・ヘイズの娘）の息子として生まれ、1702年1月1日に洗礼を受けた。
1722年、ダブリンでエリザベス・ディーン（Elizabeth Deane、1702年頃 – 1761年12月3日、ジョセフ・ディーンの娘）と結婚した。
1728年から1750年までドナラル選挙区の代表としてアイルランド庶民院議員を務め、1750年8月に兄アーサーの息子アーサー・ムーンが死去するとドナラル子爵の爵位を継承、1751年10月14日にアイルランド枢密院の枢密顧問官に任命され、23日にアイルランド貴族院議員に就任した。
1767年にバースで死去、4月18日にバース寺院に埋葬された。後継者がおらず、爵位は全て断絶した。